# Paweł Mąciwoda
Paweł Mąciwoda (Wieliczka, Polonia; 20 de febrero de 1967) es un músico polaco, conocido mayormente por ser el bajista de la banda alemana de hard rock y heavy metal Scorpions, desde 2004 hasta el día de hoy. Comenzó a tocar el bajo desde muy joven en la década de los ochenta, por ello fue apodado como Bejbi —el Niño en español— por el circuito de rock de Polonia. A lo largo de su carrera ha estado en varias agrupaciones y tocado diferentes géneros musicales como blues, funk, jazz y thrash metal, por ejemplo. Paralelo a su trabajo con Scorpions, en 2011 fundó su propia banda llamada Stirwater, que escogió por ser la traducción al inglés de su apellido.

## Carrera
Inició su carrera a mediados de los años 1980 cuando su padre lo estimuló a tocar el bajo de manera semi-profesional. Debido a su corta edad, 15 años por aquel entonces, fue apodado como Bejbi —el Niño en español— por el circuito de rock de su país. Al poco tiempo se integró a la banda de jazz fusión Little Egoists, que le permitió girar por varias ciudades de Europa y grabó con ellos el disco Radio Wieliczka de 1988. Más tarde se unió a las bandas de rock Düpa y Püdelsi, ambas oriundas de Cracovia, y luego fue parte de la agrupación de jazz rock Walk Away, liderada por el violinista Michał Urbaniak y la cantante Urszula Dudziak, en la que participó en el álbum Magic Lady de 1989.
En 1990 se trasladó a los Estados Unidos junto a la banda Jumbo, liderada por la cantante Urszula Kasprzak, sin embargo, al año siguiente renunció al grupo para unirse a The Homewreckers, una banda de blues de Chicago. Más tarde y junto a Adam Holzman fundó Section 31, con la cual publicó el disco Time Traveler y en 1993 fue convocado por Urbaniak para que participara en las grabaciones de su álbum Urbanator. En los siguientes años de la década de 1990 se presentó en varias ciudades estadounidenses junto a distintas agrupaciones de blues, rock, jazz y funk. En 1998 retornó a su país para unirse a la banda de heavy metal TSA, en la que se mantuvo hasta 1999 para posteriormente participar en distintas bandas polacas como Oddział Zamknięty (2000-2002), Virgin Snatch (2001-2003), Funk de Nite, Redkot y Lapd. A fines de 2003 ingresó a los alemanes Scorpions, tras la salida del bajista Ralph Rieckermann, pero recién el 10 de enero de 2004 fue anunciado como nuevo miembro permanente. Paralelo a su trabajo con Scorpions, ha colaborado en producciones discográficas de algunas bandas polacas y en 2011 fundó su propia banda llamada Stirwater.

## Discografía
| Varios - 1987: Sucha Orkiestra - Schi - 1988: Little Egoists - Radio Wieliczka - 1988: Püdelsi & Kora - Bela pupa - 1988: Zander - Pora na seks - 1989: Walk Away - Magic Lady - 1992: Jumbo - Urszula & Jumbo - 1994: Michał Urbaniak - Urbanator - 1996: Little Egoists - 10 Years - 1998: TSA - Live '98 - 1999: TSA - TSA w Trójce akustycznie - 2001: Oddział Zamknięty - Co na to ludzie - 2004: Kulturka - Nie chcę spać - 2005: Revolver - Miłość bezz granitz - 2007: Grube Ryby - Grube ryby - 2009: Jarosław Śmietana - Psychedelic – Music of Jimi Hendrix - 2010: La Men - One Million $ - 2011: 4szmery - Life After Death - 2012: Złe Psy - Polska (urodziłem się w Polsce) | con Scorpions - 2004: Unbreakable - 2007: Humanity: Hour I - 2010: Sting in the Tail - 2011: Comeblack - 2011: Live 2011: Get Your Sting and Blackout - 2013: MTV Unplugged - Live in Athens - 2015: Return to Forever - 2022: Rock Believer |